# Torleif Elgvin
Torleif Elgvin (* 21. Februar 1950 in Steigen) ist ein norwegischer evangelischer Theologe und Spezialist für Qumranforschung.

## Leben
Elgvin studierte an der Universität Oslo von 1974 bis 1976 Religionsgeschichte und Semitische Sprachen. Von 1980 bis 1985 war er nach Abschluss seines Theologiestudiums Pfarrer der Norwegischen Kirche im Kirchspiel Alta. Anschließend war er bis 1993 Direktor des Caspari Center for Biblical and Jewish Studies in Jerusalem. 1998 verlieh ihm die Hebrew University Jerusalem den Doktortitel (PhD) im Fach Biblische Studien für eine Arbeit über 4QInstruction. Das ist ein Weisheitstext aus der Höhle 4 von Qumran.
Von 1997 bis 2004 war Elgvin Dozent (Lecturer/Associate professor) für biblische und jüdische Studien am Lutherischen Theologischen Seminar Oslo, von 2004 bis 2012 Associate Professor an der Evangelisch-Lutherischen Hochschule in Oslo (Høgskolen i Staffeldtsgate) und seit 2013 Professor für biblische und jüdische Studien am NLA University College in Oslo.

## Arbeitsschwerpunkte
Elgvin ist seit 1992 Mitherausgeber der Reihe The Dead Sea Scrolls Publication Project (Israel Antiquities Authority/The Hebrew University of Jerusalem). Von 1995 bis 2000 hat er zehn Fragmente von Qumranrollen veröffentlicht in der Reihe Discoveries in the Judaean Desert. Er ist Herausgeber der Reihe Judean Desert Fragments in The Schøyen Collection, ein Projekt, bei dem ab 2015 Fragmente von 30 Schriftrollen publiziert werden.
Er hat bei der Revision der Norwegischen Bibel mitgearbeitet und war in diesem Rahmen Hauptübersetzer der Bücher Kohelet und Sprichwörter.

## Sonstiges
Zusammen mit Sven Aasmundveit dichtete Torleif Elgvin einen Psalm aus Qumran zu einem norwegischen Kirchenlied um, das auf eine traditionelle irische Melodie gesungen wird. Es steht im neuen Kirchengesangbuch (Norsk salmebok).

## Werke
- (mit Michael Langlois, Kipp Davis) Gleanings from the Caves. Dead Sea Scrolls and Artefacts from the Schøyen Collection. Bloomsbury, 2013, ISBN 0567113000